# Dziura Nunatak
Dziura Nunatak är en nunatak i Antarktis. Den ligger i Östantarktis. Nya Zeeland gör anspråk på området. Toppen på Dziura Nunatak är 1 480 meter över havet, eller 131 meter över den omgivande terrängen. Bredden vid basen är 1,4 km.
Terrängen runt Dziura Nunatak är kuperad åt nordost, men åt sydväst är den platt. Trakten är obefolkad. Det finns inga samhällen i närheten.